# 九龍巴士N48線
九龍巴士N48線是香港的一條節日特別巴士路線，來往愉翠苑及灣景花園。

## 歷史
- 2003年2月1日：投入服務
- 2005年農曆年初一：來回程均繞經沙田市中心
- 2008年農曆年初一：往沙田方向改經大涌道、沙咀道及大河道
- 2020年1月至2024年：此線未有再提供服務。
- 2025年：恢復服務並削減班次

## 服務時間
只在特定日子行走，詳情請留意九巴公佈
- 愉翠苑開：0010-0500（15-25分鐘一班）
- 灣景花園開：0040-0520（15-25分鐘一班）

## 收費
全程收費：$15.3
- 可風中學往灣景花園：$9.3
- 沙田市中心往愉翠苑：$8.6

## 途經街道
愉翠苑 開經:牛皮沙街、插桅杆街、銀城街、小瀝源路，大涌橋路、火炭路、源禾路、沙田鄉事會路、大埔公路、沙田市中心巴士總站，沙田正街、橫壆街、源禾路、沙田鄉事會路、大埔公路、城門隧道公路、城門隧道、和宜合交匯處、和宜合道、昌榮路、昌榮路迴旋處、青山公路(葵涌段、荃灣段)、海安路、麗志路及青山公路－荃灣段。
灣景花園 開經:青山公路－荃灣段，大涌道，沙咀道，大河道，青山公路(荃灣段、葵涌段)，昌榮路迴旋處，昌榮路，和宜合道，和宜合交匯處，城門隧道，城門隧道公路，大埔公路，沙田鄉事會路，大埔公路，沙田市中心巴士總站，沙田正街，橫壆街，源禾路，火炭路，大涌橋路，小瀝源路，銀城街，插桅杆街，牛皮沙街及翠欣街。

### 車站一覽
| 愉翠苑開 | 愉翠苑開         | 愉翠苑開             | 灣景花園開 | 灣景花園開       | 灣景花園開           |
| -------- | ---------------- | -------------------- | ---------- | ---------------- | -------------------- |
| 車站     | 車站名稱         | 位置                 | 車站       | 車站名稱         | 位置                 |
| 1        | 愉翠苑巴士總站   | 愉翠苑公共運輸交匯處 | 1          | 灣景花園巴士總站 | 灣景花園巴士總站     |
| 2        | 愉田苑           | 銀城街               | 2          | 麗城花園第一期   | 青山公路－荃灣段     |
| 3        | 銀城商場         | 銀城街               | 3          | 荃景圍天橋       | 青山公路－荃灣段     |
| 4        | 沙田第一城       | 大涌橋路             | 4          | 大涌道福來邨     | 大涌道               |
| 5        | 禾輋邨           | 源禾路               | 5          | 滿樂大廈         | 沙咀道               |
| 6        | 瀝源邨           | 源禾路               | 6          | 大河道           | 大河道               |
| 7        | 沙田市中心       | 沙田市中心巴士總站   | 7          | 眾安街           | 青山公路－荃灣段     |
| 8        | 城門隧道轉車站   | 城門隧道             | 8          | 大窩口站         | 青山公路－葵涌段     |
| 9        | 可風中學         | 和宜合道             | 9          | 國瑞路公園       | 青山公路－葵涌段     |
| 10       | 梨木樹邨         | 和宜合道             | 10         | 昌榮路           | 昌榮路               |
| 11       | 和宜合道運動場   | 和宜合道             | 11         | 和宜合道運動場   | 和宜合道             |
| 12       | 昌榮路           | 昌榮路               | 12         | 石圍角新村       | 和宜合道             |
| 13       | 健全街           | 青山公路－葵涌段     | 13         | 梨木樹邨         | 和宜合道             |
| 14       | 大窩口站         | 青山公路－葵涌段     | 14         | 可風中學         | 和宜合道             |
| 15       | 眾安街           | 青山公路－荃灣段     | 15         | 城門隧道轉車站   | 城門隧道             |
| 16       | 建明街           | 青山公路－荃灣段     | 16         | 沙田市中心       | 沙田市中心巴士總站   |
| 17       | 福來邨永康樓     | 青山公路－荃灣段     | 17         | 好運中心         | 橫壆街               |
| 18       | 荃景圍天橋       | 青山公路－荃灣段     | 18         | 瀝源邨           | 源禾路               |
| 19       | 柴灣角街         | 青山公路－荃灣段     | 19         | 禾輋邨           | 源禾路               |
| 20       | 麗城花園三期     | 麗志路               | 20         | 第一城中心       | 銀城街               |
| 21       | 灣景花園巴士總站 | 灣景花園巴士總站     | 21         | 愉田苑           | 銀城街               |
|          |                  |                      | 22         | 愉翠苑巴士總站   | 愉翠苑公共運輸交匯處 |